# Sony Xperia M5
Il Sony Xperia M5 è uno smartphone Android  di fascia medio-alta resistente ad acqua e polvere prodotto da Sony come successore dell'Xperia M4 Aqua. Il telefono è stato presentato il 3 agosto 2015 insieme all'Xperia C5 Ultra. Il telefono è commercializzato come un telefono “super mid-range”, che sta tra il predecessore M4 Aqua e l'Xperia Z5
Come il suo predecessore, l'Xperia M4 Aqua, l'Xperia M5 è impermeabile e resistente alla polvere, con un grado di protezione IP65 e IP68. La principale caratteristica del telefono è la fotocamera posteriore da 21.5 megapixel e ISO 3200 con una messa a fuoco ibrida automatica di soli 0.25 secondi che utilizza il rilevamento della fase.

## Specifiche

### Hardware
Il dispositivo è dotato di un display da 5.0 (130 mm) 1080p.  Il dispositivo è prova di polvere e acqua con un grado di protezione IP65 e IP68 ed è alimentato da un processore da 2.0 GHz Octa-core MediaTek HelioX10  MT6795 con 3 GB di RAM. L'M5 include una batteria non removibile da 2600 mAh. La fotocamera posteriore dell'M5 è di 21.5 megapixel dotata del sensore Sony Exmor RS con ISO 3200 e apertura f/2.2. Il dispositivo dispone anche di una messa a fuoco ibrida automatica che utilizza il rilevamento della fase capace di mettere a fuoco l'oggetto in 0.25 secondi. Il dispositivo è dotato di 16 GB di memoria interna espandibile tramite microSDXC fino a 200 GB.

### Software
Nell'Xperia M5 è preinstallato Android 5.0 Lollipop con interfaccia e software personalizzati di Sony. Sony sta lavorando all'aggiornamento ad Android 6.0 (Marshmallow) per il dispositivo.

## Vendite
La variante dual-SIM dell'Xperia M5 è stata commercializzata in India e Hong Kong il 9 settembre 2015. Sony ha annunciato nei primi mesi del 2016 di vendere l'M5 anche nel Regno Unito, nonostante originariamente non fosse in programma.

## Difetti
Il dispositivo soffre occasionalmente di spegnimenti automatici e non può essere riavviato finché non viene collegato ad una fonte di alimentazione via cavo USB. Sony ha commentato la questione ed ha confermato che la maggior parte dei dispositivi della prima serie hanno questo problema e che i clienti dei telefoni interessati sono in grado di farli riparare facendo sostituire la batteria ad un centro di assistenza Sony.

## Critica
L'Xperia M5 è stato generalmente ben accolto. Sony è stata elogiata per la fotocamera migliorata, la durata della batteria più lunga e per una maggiore memoria interna.